# Równanie Lotki-Volterry

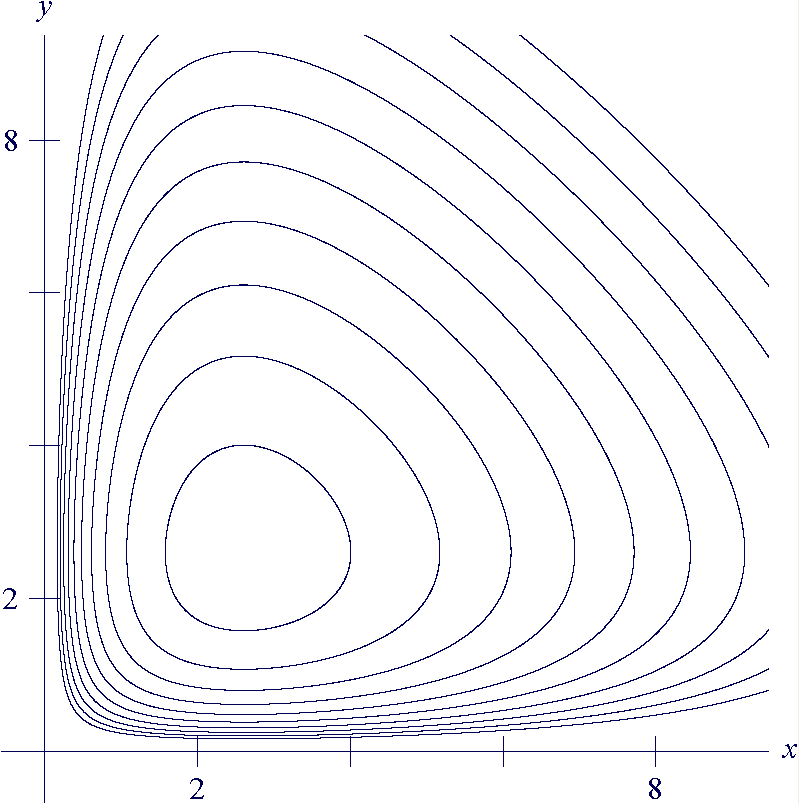
Obraz przestrzeni fazowej (portret fazowy, czyli trajektoria fazowa rozwiązań) dla układu Lotki-Volterry

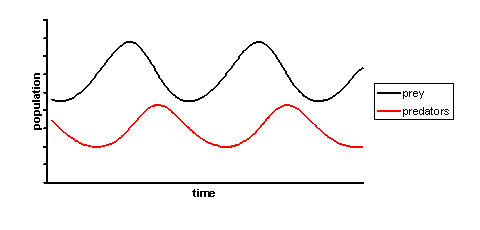
Przebieg zmian liczby ofiar (prey) i drapieżników (predator) w czasie (wykres czasowy)

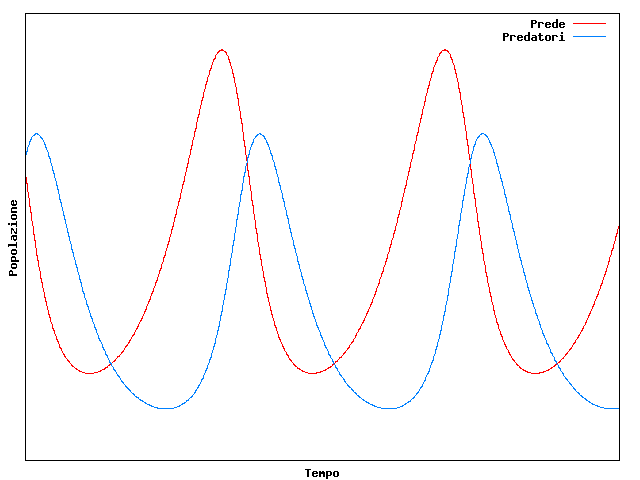
przebieg czasowy

Równanie Lotki-Volterry (model Lotki-Volterry, model drapieżnik-ofiara) – nieliniowy układ równań różniczkowych pierwszego stopnia.
Poniższy model został zaproponowany w 1926 przez Vito Volterrę do opisu populacji ryb odławianych w Morzu Adriatyckim. Niezależnie od Volterry równoważne równania do opisu oscylacji stężeń substancji w hipotetycznej reakcji chemicznej otrzymał Alfred James Lotka w 1920 roku.
Równanie Lotki-Voltery stanowi model układów dynamicznych występujących w ekosystemach (np. w symulacji zachowania populacji ofiar i drapieżników).

## Podstawowy model
Układ równań zaproponowany przez autorów ma postać:
{\displaystyle {\frac {dx}{dt}}=(a-by)x,}
{\displaystyle {\frac {dy}{dt}}=(cx-d)y,}
gdzie:
- x(t) – populacja, czyli liczba ofiar (ang. prey, np. zające),
- y(t) – liczba drapieżców (ang. predators, np. rysie),
- t – rozwój tych dwóch populacji w czasie,

stałe (a, b, c, d > 0, dodatnie parametry) oznaczają:
- a – częstość narodzin ofiar lub współczynnik przyrostu ofiar,
- b – częstość umierania ofiar na skutek drapieżnictwa,
- c – częstość narodzin drapieżników lub współczynnik przyrostu drapieżników,
- d – częstość umierania drapieżników lub współczynnik ubywania drapieżników,

Bardzo często do dalszej analizy własności tych równań przeprowadza się ich ubezwymiarowienie za pomocą następujących podstawień:
{\displaystyle u(\tau )={\frac {cx(t)}{d}},} {\displaystyle v(\tau )={\frac {by(t)}{a}},} {\displaystyle \tau =at,} {\displaystyle \alpha ={\frac {d}{a}}.}
Powyższe podstawienie prowadzi do następującego układu równań, który zależy już tylko od jednego parametru {\displaystyle \alpha {:}}
{\displaystyle {\frac {du}{d\tau }}=u(1-v),}
{\displaystyle {\frac {dv}{d\tau }}=\alpha v(u-1).}
Punkty krytyczne tego układu to {\displaystyle (0,0)} oraz {\displaystyle (1,1).} Dalsza liniowa analiza prowadzi do wniosku, że punkt {\displaystyle (0,0)} jest punktem siodłowym, zaś {\displaystyle (1,1)} to centrum stabilne w sensie Lapunowa.

## Uogólniony model Lotki-Volterry
Model Lotki-Volterry można uogólnić na większą ilość {\displaystyle (N)} oddziałujących ze sobą populacji. Wtedy otrzymamy następujący układ równań:
{\displaystyle {\frac {dx_{i}}{dt}}=\left(a_{i}-\sum _{j=1}^{N}{b_{ij}y_{j}}\right)x_{i},}
{\displaystyle {\frac {dy_{i}}{dt}}=\left(\sum _{j=1}^{N}c_{ij}x_{j}-d_{i}\right)y_{i},}
gdzie parametry {\displaystyle a_{i},b_{ij},c_{ij},d_{i}} mają analogiczne znaczenie jak w modelu dwuwymiarowym.

## Realistyczny model drapieżnik-ofiara

Wykres przedstawia zmiany populacji ofiar i drapieżników w czasie oraz wykres fazowy.

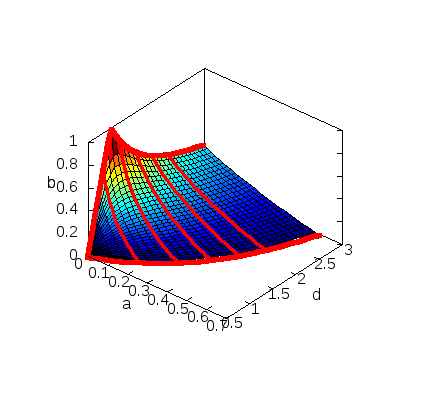
Wykres przedstawia płaszczyznę, która oddziela przestrzeń fazową parametrów a, b i d. Dla punktów znajdujących się pod płaszczyzną wykresy fazowe dążą do cyklu stabilnego. Dla punktów powyżej płaszczyzny wykresy fazowe zdążają do ogniska.

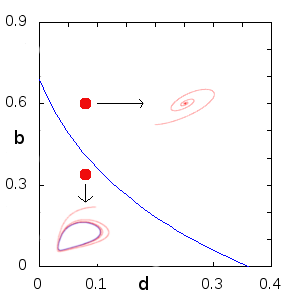
Przykładowy przekrój dla parametru a = 1,4483, gdzie pokazana jest linia oddzielająca domenę z rozwiązaniami stabilnymi od tej niestabilnymi, zwaną krzywą bifurkacyjną. Nad linią punkt przedstawia przykładową kombinację parametrów b i d dla której mamy trajektorię fazową z punktem stabilnym. Pod linią punkt przedstawia przykładową kombinację parametrów b i d dla której mamy trajektorię fazową z punktem niestabilnym.

Główną wadą podstawowego modelu Lotki-Volterry jest fakt, że przy zerowej populacji drapieżników liczebność ofiar wzrasta nieograniczenie. Dlatego też w bardziej realistycznych modelach opisujących to zjawisko wprowadza się chociażby pojemność środowiska {\displaystyle K} – czyli liczbę osobników jaką może maksymalnie osiągnąć dana populacja. Przykładowe równania uwzględniające ten czynnik wyglądają następująco:
{\displaystyle {\frac {dx}{dt}}=x\left(r\left(1-{\frac {x}{K}}\right)-{\frac {ky}{x+D}}\right),}
{\displaystyle {\frac {dy}{dt}}=y\left(s\left(1-{\frac {hy}{x}}\right)\right),}
gdzie: {\displaystyle D,h,s} to nieujemne stałe zależne od modelu.
Często warto zapisać równania w formie bezwymiarowej, by zmniejszyć liczbę parametrów. Powyższe równania skalujemy korzystając z następujących podstawień: {\displaystyle u(\tau )={\frac {x(t)}{K}},} będzie ułamkiem pojemności środowiska jaki zajmują ofiary, zaś: {\displaystyle v(\tau )={\frac {hy(t)}{K}},} określa ułamek pojemności jaki zajmują drapieżnicy a {\displaystyle \tau =rt} jest przeskalowanym czasem.
Parametry egzogeniczne skalujemy w następujący sposób:
{\displaystyle a={\frac {k}{hr}},} {\displaystyle b={\frac {s}{r}},}
{\displaystyle d={\frac {D}{K}}.}
Otrzymujemy wtedy przeskalowane równania Lotki-Volterry w postaci: {\displaystyle {\frac {du}{d\tau }}=u(1-u)-{\frac {auv}{u+d}}}
{\displaystyle {\frac {dv}{d\tau }}=bv\left(1-{\frac {v}{u}}\right).}
Po przyrównaniu prawych stron powyższych równań do zera i ich rozwiązaniu uzyskujemy jeden punkt osobliwy w I ćwiartce. Punkt ten jest stabilny jeśli parametry {\displaystyle a,b,d} spełniają:
{\displaystyle b<[a-\{(1-a-d)\}^{\frac {1}{2}}{\frac {[1+a+d-\{(1-a-d)^{2}+4d\}^{\frac {1}{2}}]}{2a}}.}
Jeśli nierówność ta nie zachodzi, to punkt jest niestabilny i z twierdzenia Poincarégo-Bendixsona można wnioskować, że istnieje stabilny cykl graniczny w pierwszej ćwiartce płaszczyzny fazowej. Przestrzeń parametrów {\displaystyle (a,b,d)} jest więc podzielona powierzchnią, pod którą układ dynamiczny realizuje cykl graniczny (więc populacje oscylują w czasie). Nad tą powierzchnią układ posiada jedno nietrywialne rozwiązanie stacjonarne (populację dążą asymptotycznie do stałych wartości).

## Modyfikacje modelu Lotki-Volterry

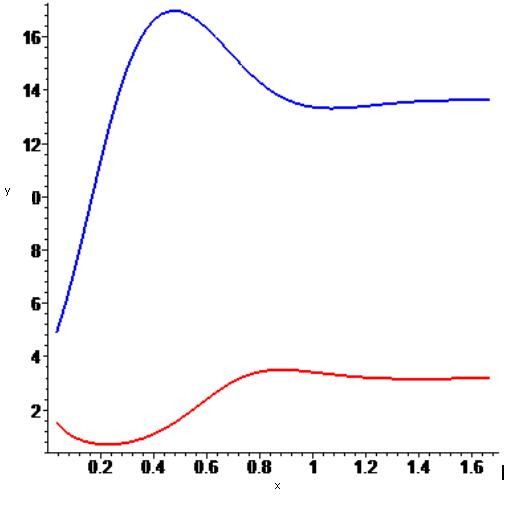
Przebieg zmian liczby ofiar (niebieski) i drapieżników (czerwony) w czasie przy wewnętrznej konkurencji o żywność

W wyjściowym modelu wpływ na tempo wzrostu populacji mają tylko współczynniki umieralności i narodzin ofiar i drapieżników, podczas gdy w rzeczywistości na proces ten wpływa o wiele więcej czynników, np. konkurencja. Model można zmodyfikować o wpływ konkurencji o pożywienie na tempo wzrostu obu populacji. W efekcie otrzymujemy:
{\displaystyle {\frac {dx}{dt}}=(a-by)x-ex,}
{\displaystyle {\frac {dy}{dt}}=(cx-d)y-fy,}
gdzie {\displaystyle e} i {\displaystyle f} są współczynnikami konkurencji między osobnikami. Gdy jest dużo drapieżników, konkurują (walczą) między sobą o pożywienie. Natomiast, gdy jest dużo ofiar, maleje ilość pożywienia dla nich.
Innym, równie ważnym, czynnikiem wpływającym na tempo wzrostu obu populacji jest przepełnienie środowiska. Wprowadzając odpowiednie współczynniki, otrzymujemy nowy układ:
{\displaystyle {\frac {dx}{dt}}=(a-by)x-gx^{2},}
{\displaystyle {\frac {dy}{dt}}=(cx-d)y-hy^{2},}
gdzie {\displaystyle g} i {\displaystyle h} są współczynnikami umieralności związanej z przepełnieniem obszaru, na którym żyją oba gatunki.

## Literatura
V. Volterra. Variations and fluctuations of the number of indviduals in animal species living together. In Animal Ecology. McGraw-Hill, 1931. Translated from 1928 edition by R. N. Chapman.